# الحسن بن علي الإدريسي
الحسن بن علي بن محمد بن أحمد الإدريسي. آخر حكام الإمارة الإدريسية في المخلاف السليماني.

## فترة حكمه
تولى حكم الإمارة التي كانت تتخذ من صبيا عاصمة لها، وذلك بعد تنازل ابن أخيه علي بن محمد الإدريسي أواخر سنة 1344هـ. في عام 1345هـ قام بإعادة تعيين بعض الوزراء والمسؤولين الذين كانوا يشغلون مناصباً في عهد أخيه محمد بن علي الإدريسي مؤسس الإمارة، وقد تم نفيهم في عهد ابن أخيه. كما قام الحسن الإدريسي في 24 ربيع الآخر 1345هـ الموافق 21 أكتوبر 1926م بتوقيع اتفاقية مكة مع الإمام عبد العزيز بن عبد الرحمن آل سعود، وأصبح بذلك تحت الحماية السعودية. وكان من ضمن بنود المعاهدة بند ينص على أنه «لا يحق له إشهار الحرب أو إبرام الصلح مع أي جهة إلا بموافقة الحكومة السعودية» وعلى إثر ذلك وصل أول مندوب سعودي إلى صبيا سنة 1346هـ وهو صالح عبد الواحد وأقام مدة في صبيا ثم انتقل إلى جازان حيث اتخذها مقراً للمندوبية السعودية، وفي سنة 1347هـ وصل عبد الله بن ختلان مندوباً سامياً خلفاً لصالح عبد الواحد، وفي عام 1348هـ وصل حمد الشويغر مندوباً سامياً خلفاً للمندوب عبد الله الخثلان إلى جازان مقر المندوبية.

## نهاية حكمه وزوال الإمارة
بعث ملك نجد والحجاز عبد العزيز برقية إلى الحسن الإدريسي، وذلك في 28 جمادى الآخرة 1350هـ الموافق 11 نوفمبر 1931م، يذكِّره فيها بالاتفاقية بينهما. لكنه لم يصغ إليه وقام بمحاصرة المندوب السعودي فهد بن زعير ورجاله في جازان، وكان ذلك في 5 رجب 1351هـ الموافق 4 نوفمبر 1932م. وقد وصله بعض الدعم من حزب الأحرار الحجازي. لذلك قام الملك عبد العزيز بتجهيز جيش بقيادة الأمير عبد العزيز بن مساعد بن جلوي، وقد دخل جازان في 18 رجب 1351هـ الموافق نوفمبر 1932م. تمكن الجيش من القضاء على تمرد الأدارسة في أواخر شوال 1351هـ الموافق 24 فبراير 1933م، وفر زعماؤهم إلى اليمن. فطلب عبد العزيز آل سعود من الإمام يحيى حميد الدين تسليمهم، تنفيذاً للمعاهدة المبرمة بين الطرفين. إلا أن الإمام طلب من الملك أن يعفو عنهم، وأن يبقى الحسن الإدريسي وأهله في اليمن، فوافق الملك عبد العزيز على ذلك، وعفا عنهم. عاد بعضهم إلى جازان وتم تخصيص مرتبات للحسن وأسرته. لكن إمام شمال اليمن حاول استغلال الإدريسي ضد الملك عبد العزيز، فلما وقعت الحرب اليمنية السعودية سنة 1352هـ الموافقة لسنة 1933م، كان من شروط الصلح تسليم الأدارسة للملك. فسلموا بتاريخ 14 ربيع الأول 1353هـ الموافق 26 يونيو 1934م، وأنزلهم الملك عبد العزيز في مكة، وأقام الحسن الإدريسي فيها إلى أن توفي.